# C/1991 Q1 McNaught-Russell
C/1991 Q1 McNaught-Russell è una cometa non periodica scoperta da Robert H. McNaught e Kenneth S. Russell: la cometa è stata scoperta il 30 agosto 1991, ma Robert H. McNaught ha in seguito trovato immagini di prescoperta risalenti al 3 agosto 1991, cioè alcuni giorni prima dell'annuncio ufficiale della scoperta. 
Unica particolarità di questa cometa è di avere una MOID estremamente piccola con il pianeta Giove e una più ampia con Saturno.